# マイ・ベスト・フレンド (映画)
『マイ・ベスト・フレンド』（原題: Miss You Already）は、2015年のイギリスのロマンティック・コメディ・ドラマ映画である。監督はキャサリン・ハードウィック、主演はトニ・コレットとドリュー・バリモアが務めている。全米第1位初登場を記録。

## あらすじ
少女時代の出会いよりずっと、ミリーとジェスは楽しさも悲しさもつねに分かち合う親友同士だった。大人になるとともにミリーは奔放で享楽的な女となり、バンドマンのキットと愛し合い二人の子供をもうける。一方でジェスは堅実さを旨とした独身生活をおくるが、やがて整備士のジェイゴと巡りあい愛情を育んでゆく。ただひとつのジェスの悩みは自身の不妊症だったが、彼女らの友情は変わらなかった。
家族ぐるみの交際を続ける二人の家庭に、そんなとき不穏な影が落ちる。ミリーが乳癌と診断されたのだ。穏やかな毎日を崩されたくないミリーは明るく振る舞い、事実を打ち明けられたジェスも彼女の影となって支える。仲の良くない母のミランダもここぞとばかり協力し、ミリーの闘病生活は大きな山を越えたかに思われた。しかし、担当医はミリーに両乳房の切除が望まれることを打ち明け、その衝撃に彼女は打ちのめされる。
不妊症の治療の甲斐あって子供を身籠ったジェスだったが、ミリーにそれを語れる状況ではないことは明白だった。乳房を切り取ったミリーは酒に溺れるようになり、夫の心づくしのサプライズ・パーティーの席を蹴って、無理やりジェスを誘い昔惹かれた『嵐が丘』の舞台の荒野へと旅立つ。ジェスもミリーとの小旅行を楽しむが、捨て鉢になったミリーが家庭を放り投げるように若い男をベッドに誘ったことを許せず、ひとり街に戻ってくる。やっと自分の愚かさに気づいたミリーはジェスに謝罪し友情を取り戻すが、そのとき彼女の癌は脳に転移しようとしていた。ジェスを襲う陣痛を知ったミリーは、出産という経験を迎えるジェスを最後に残された気力で励ますため、ジェスの運ばれた病院に向かう。

## キャスト
※括弧内は日本語吹替
- ミリー - トニ・コレット（深見梨加）
- ジェス - ドリュー・バリモア（石塚理恵）
- キット - ドミニク・クーパー（上田燿司）
- ジェイゴ - パディ・コンシダイン（村治学）
- エース - タイソン・リッター
- ジル - フランシス・デ・ラ・トゥーア
- ミランダ - ジャクリーン・ビセット
- 10代のジェス - シャーロット・ホープ

## 製作
本作は、モーウェナ・バンクスが執筆したラジオ劇『Goodbye』に基づいており、脚色もバンクス自身が手がけている。2012年、ジェニファー・アニストン主演、ポール・アンドリュー・ウィリアムズ監督で本作が製作されると報じられた。同年、トニ・コレットの出演が発表された。
2014年、アニストンに代わってレイチェル・ワイズが出演し、ウィリアムズに代わってキャサリン・ハードウィックが監督すると発表された。同年、ワイズに代わってドリュー・バリモアが出演すると発表されたほか、ドミニク・クーパーとパディ・コンシダイン、ジャクリーン・ビセットの出演が明らかとなった。
2014年9月7日、ロンドンで撮影が開始された。その後、ヨークシャーで撮影が行われた。

## 上映
2015年9月12日、第40回トロント国際映画祭にて上映された。イギリスでは9月25日に公開された。2016年10月27日、第29回東京国際映画祭の特別招待作品として上映された際には、日本版テーマ・ソング「STAR」を担当した平原綾香が舞台挨拶に登壇し、同曲を歌った。

## 評価
Rotten Tomatoesには101件の批評家レヴューがあり、平均値は6.1点、支持率は69%となっている。Metacriticには24件の批評家レヴューがあり、平均値は59点となっている。
『The Guardian』のピーター・ブラッドショウは、「原作のラジオ劇『Goodbye』が湛えていた親密さや痛切さは、いくらか失われている」と指摘し、本作に5点満点の3点を与えた。『The Hollywood Reporter』のレスリー・フェルペリンは、「女性同士の友情を描いた映画作品は希少であるだけに、自分撮り世代のための『フォエバー・フレンズ』となる可能性を秘めた本作が着地に失敗していることは悔やまれる」と述べた。
女優ののんは、主人公のミリーとジェスを「強くてかっこよくて、可愛い大人」と評し、「女優としての欲を言ってしまうと、こんな素敵な映画に出たい!なんて思いました」と述べている。